# Lunga Marcia 3
Il Lunga Marcia 3 (in cinese: 长征三号S, Chángzhēng sānhàoP) è un lanciatore spaziale cinese a 3 stadi ritirato dal servizio. Veniva lanciato dal centro spaziale di Xichang ed era usato per portare satelliti per telecomunicazioni e meteorologici in orbita di trasferimento geostazionaria. È stato rimpiazzato dal più performante Lunga Marcia 3A.

## Cronologia dei lanci
Il Lunga Marcia 3 ha effettuato in totale 13 lanci, di cui 10 con successo e uno con parziale successo.
| №  | Data             | Satellite  | Esito             |
| -- | ---------------- | ---------- | ----------------- |
| 1  | 29 gennaio 1984  | STTW 1     | Parziale successo |
| 2  | 8 aprile 1984    | STTW 2     | Successo          |
| 3  | 1º febbraio 1986 | DFH-2-1    | Successo          |
| 4  | 7 marzo 1988     | ChinaSat 1 | Successo          |
| 5  | 22 dicembre 1988 | ChinaSat 2 | Successo          |
| 6  | 4 febbraio 1990  | ChinaSat 3 | Successo          |
| 7  | 7 aprile 1990    | AsiaSat 1  | Successo          |
| 8  | 28 dicembre 1991 | ChinaSat 4 | Fallimento        |
| 9  | 21 luglio 1994   | APStar 1   | Successo          |
| 10 | 3 luglio 1996    | APStar 1A  | Successo          |
| 11 | 18 agosto 1996   | ChinaSat 7 | Fallimento        |
| 12 | 10 giugno 1997   | Fengyun 2A | Successo          |
| 13 | 25 giugno 2000   | Fengyun 2B | Successo          |

Durante il primo lancio il terzo stadio si è spento dopo soli 4 secondi dalla riaccensione a causa dell'incorretto rapporto tra combustibile e ossidante, che ha provocato un aumento eccessivo della temperatura con conseguente danneggiamento dell'involucro della turbina. Il satellite è stato inserito in un'orbita sbagliata, cosa che comunque non ha impedito di svolgere alcuni test a bordo.
Nell'ottavo lancio si è verificata una diminuzione di velocità della turbina del terzo stadio e una conseguente perdita di pressione 58 secondi dopo la riaccensione per l'inserimento in orbita di trasferimento geostazionaria. Il motore si è poi spento completamente 135 secondi dopo la riaccensione. La causa dell'incidente è stata individuata in una perdita di pressione nel serbatoio dell'elio utilizzato per controllare il motore, che ha causato una riduzione del flusso di propellente.
Durante l'undicesimo lancio si è verificato un altro malfunzionamento del terzo stadio, il quale si è spento circa 40 secondi prima del previsto a causa di un incendio nell'iniettore dell'idrogeno liquido.